# Енджеевская, Сидония
Сидония Эльжбета Енджеевская (пол. Sidonia Elżbieta Jędrzejewska, род. 5 ноября 1975, Краков) — польский политик, в 2008–2009 годах заместитель госсекретаря в аппарате Комитета по европейской интеграции, в 2009–2014 годах депутат Европарламента 7-го созыва.

## Биография
Окончила факультет социологии в Университете Адама Мицкевича в Познани. С 1999 по 2003 год она была аспиранткой Института философии и социологии Польской академии наук. Она получила стипендии Министерства науки и высшего образования, DAAD и фонда Стефана Батория.
С середины 1990-х она была в Ассоциации молодых демократов. С 1999 по 2003 год она была вице-президентом молодёжного крыла Европейской народной партии, а с 2000 по 2002 год — вице-президентом базирующегося в Брюсселе Европейского молодёжного форума.
Работала администратором в секретариате Бюджетного комитета Европейского парламента и научным сотрудником в Центрально-Европейском университете в Будапеште. В 2006 году стала советником по бюджету Евросоюза фракции Европейской народной партии — Европейских демократов в Европарламенте. С 16 января 2008 года по июнь 2009 года она была заместителем госсекретаря в офисе Комитета по европейской интеграции.
В 2001 году присоединилась к Гражданской платформе. На выборах в Европарламент в 2004 году она баллотировалась неудачно, а на выборах в 2009 году стала депутатом Европарламента, пройдя со 2-го места в списке Гражданской платформы в Познанском округе и получив 64 944 голоса. В Европарламенте она вошла во фракцию Европейской народной партии. Она стала членом Бюджетного комитета (BUDG) и делегации по связям со Швейцарией и Норвегией, Совместного парламентского комитета ЕС-Исландии и Совместного парламентского комитета Европейского экономического пространства (DEEA). В 2010 и 2011 годах она была генеральным докладчиком Европарламента по бюджету ЕС. В 2012 году заняла должность заместителя координатора Европейской народной партии в Бюджетном комитете Европарламента.
В 2010 году еженедельник «Polityka» присвоил ей звание «лучший дебют» в Европарламенте, а в 2013 году на основании опроса, проведённого среди польских журналистов, признал её «лучшим польским депутатом Европарламента» (вместе с Конрадом Шиманским). В следующем рейтинге «Polityka», проведённом среди депутатов Европарламента только в 2014 году, она заняла третье место. В том же году она не добивалась переизбрания.
В 2014 году она была награждена Золотым крестом за заслуги.